# F1 2020 (joc video)
F1 2020 este jocul video oficial al Campionatelor de Formula 1 și Formula 2 din 2020, dezvoltat și publicat de Codemasters. Este al treisprezecelea titlu din seria Formula 1 dezvoltată de studio și a fost lansat pe 7 iulie pentru precomenzi ale ediției Michael Schumacher, și pe 10 iulie pentru Ediția Seventy pe Microsoft Windows, PlayStation 4, Xbox One și, pentru prima dată, Stadia. Jocul este a douăsprezecea serie principală din franciză și prezintă cele douăzeci și două de circuite, douăzeci de piloți și zece echipe propuse în Campionatul Mondial provizoriu de Formula 1 din 2020.
F1 2020 prezintă campionatul așa cum a fost inițial intenționat să se desfășoare înainte ca el să fie perturbat de pandemia COVID-19, care a văzut mai multe curse amânate sau anulate, cu curse organizate pe alte circuite.

## Caracteristici
Circuitul Zandvoort și circuitul stradal Hanoi – circuite care au fost noi în campionat în 2020 – sunt incluse în joc, în ciuda anulărilor Marilor Premii ale Țărilor de Jos și al Vietnamului. Cea de-a 70-a aniversare, Marele Premiu de la Eifel, Emilia-Romagna, Portugalia, Sakhir, Stiria, Turcia și Toscana, opt evenimente care au fost adăugate în calendarul din 2020, nu sunt incluse, precum și Nürburgring, Circuitul Imola, Circuitul Portimão, Parcul Istanbul și Circuitul Mugello, deoarece folosesc circuite care găzduiesc alte evenimente.
F1 2020 introduce o funcție de management al echipei cunoscută sub numele de „Echipa Mea” care permite jucătorului să creeze, să dețină și să conducă o a unsprezecea echipă. Jucătorul va trebui inițial să aleagă un furnizor de motoare, să recruteze un al doilea pilot, să proiecteze un model și să semneze sponsori. Pe măsură ce modul de carieră progresează, ei vor putea să-și modernizeze facilitățile de la sediul echipei lor și să angajeze personal pentru a continua dezvoltarea. Acest lucru completează arborele de dezvoltare folosit pentru a face îmbunătățiri mașinii. Codemasters a folosit anterior modul My Team în Dirt 4, o parte a francizei Dirt Rally.
În modul carieră, jucătorii au acum posibilitatea de a alege să facă o jumătate de sezon sau un întreg sezon de Formula 2 sau să facă doar trei curse ca în F1 2019, cunoscută sub numele de F2 Feeder Series, deși nu mai există o poveste de rivalitate și nici piloți fictivi, alții decât cel creat de jucător. Când joacă în Formula 1, jucătorii pot alege între trei durate de sezon diferite de zece, șaisprezece sau douăzeci și două de curse. Ei pot, de asemenea, să creeze un calendar personalizat în cazul în care aleg un sezon mai scurt.
F1 2020 a reintrodus modul Split Screen, care a fost prezentat în F1 2014, dar a fost eliminat pentru următoarele jocuri.
Pentru prima dată în seria de jocuri F1, a fost adăugată opțiunea de a folosi o oglindă retrovizoare virtuală. Dacă jucătorul folosește vizualizarea camerei din cabina de pilotaj, poate avea opțiunea de a folosi acea oglindă pentru a vedea ce se întâmplă în spatele lui, ca o mașină de drum.
În F1 2020, AI-ul este mai predispus la greșeli pentru a oferi jucătorilor „o experiență mult mai realistă”.
Jocul introduce evaluări ale piloților pentru prima dată, piloților fiind acordat un scor din nouăzeci și nouă pentru experiență, curse, conștientizare și ritm. Scorul de experiență oferă „puncte de resurse” suplimentare pentru a permite jucătorului să-și îmbunătățească mașina mai rapid în modurile „Echipa Mea” și „Carieră”. Scorurile sunt derivate din date reale și se aplică piloților de F2, precum și celor din F1.
Pilotul francez, Anthoine Hubert, care și-a pierdut viața în cursa specială din runda de Formula 2 de la Spa-Francorchamps din 2019, este de asemenea amintit în joc, ca pilot selectabil în „Echipa Mea”.
Codemasters a lansat o actualizare în decembrie în care recreează Campionatul de Formula 2 din 2020, Mick Schumacher devenind campion.

## Recepție
F1 2020 a primit recenzii „în general favorabile” pentru PC și PlayStation 4 și „aclamare universală” pentru Xbox One, potrivit agregatorului de recenzii, Metacritic. Jocul a ajuns pe primul loc în topurile de vânzări din Regatul Unit. În Japonia, versiunea de PlayStation 4 a vândut 5.762 de copii în prima săptămână de la lansare, devenind al paisprezecelea cel mai bine vândut joc vândut al săptămânii în țară.
A fost nominalizat la categoria Cel Mai Bun Joc Sportiv/de Curse la The Game Awards 2020.